# Sanguéya
Sanguéya är en ort i Guinea.   Den ligger i prefekturen Boke Prefecture och regionen Boke Region, i den västra delen av landet, 150 km nordväst om huvudstaden Conakry. Sanguéya ligger 18 meter över havet och antalet invånare är 6 117.
Terrängen runt Sanguéya är platt. Runt Sanguéya är det ganska glesbefolkat, med 38 invånare per kvadratkilometer. Det finns inga andra samhällen i närheten. I omgivningarna runt Sanguéya växer huvudsakligen savannskog.